# Izakonyha község
Izakonyha község (románul: Comuna Bogdan Vodă) község Máramaros megyében, Romániában. Központja Izakonyha, hozzá tartozik Kisbocskó.

## Népessége
A 2011-es népszámlálás adatai alapján a község népessége 3208 fő volt.